# Storia dell'hockey su ghiaccio

## Le origini dell'hockey su ghiaccio
L'hockey su ghiaccio deriva dall'hockey su prato, le cui forme più antiche risalgono addirittura a quattromila anni fa, quando veniva praticato sulle rive del Nilo; sicuramente nel V secolo a.C. i Greci si dilettavano con un gioco con mazze e pallina, il quale poi si espanse non solo in Europa, ma anche in Paesi Bassi era il kolf (kolven), praticato sui campi ghiacciati, e che nel XVII secolo acquisì enorme popolarità non solo nei Paesi Bassi, ma anche in altre nazioni dell'Europa Settentrionale; in verità, le somiglianze tra Kolf e hockey sono praticamente nulle, quindi è necessario spostare la nostra attenzione su altri paesi, in particolare il Regno Unito e l'Irlanda, in cui erano presenti il field hockey inglese (anche se diverso da quello moderno), lo shinty scozzese e lo hurling irlandese: nonostante fossero stati originariamente concepiti come giochi estivi su erba, durante l'inverno questi passatempi erano praticati con regolarità sulle superfici ghiacciate.
Nel XVIII secolo, in Inghilterra emerse il bandy, una disciplina giocata da due squadre di 11 uomini su di un campo simile a quello del calcio completamente ghiacciato: il bandy, che per alcuni storici è il vero progenitore dell'hockey moderno, si espanse gradualmente in tutta l'Europa Settentrionale fino alla Russia, diventando ben presto il principale gioco invernale del Vecchio Continente; tuttavia, nonostante la grande popolarità, soltanto nel 1891 fu fondata la National Bandy Association, l'organismo che fissò le regole del gioco e che in seguito avrebbe istituito i principali tornei internazionali.
Tra il XVIII e il XIX secolo, il Nord America accolse numerosi soldati ed immigrati britannici che continuarono a praticare i loro tipici giochi anche nel paese straniero: sebbene tra i Mi'kmaq (popolazione di Nativi Americani presenti in Canada) fossero presenti alcuni passatempi sul ghiaccio, quei movimenti migratori dall'Europa si rivelarono la base dello sviluppo dell'hockey moderno.

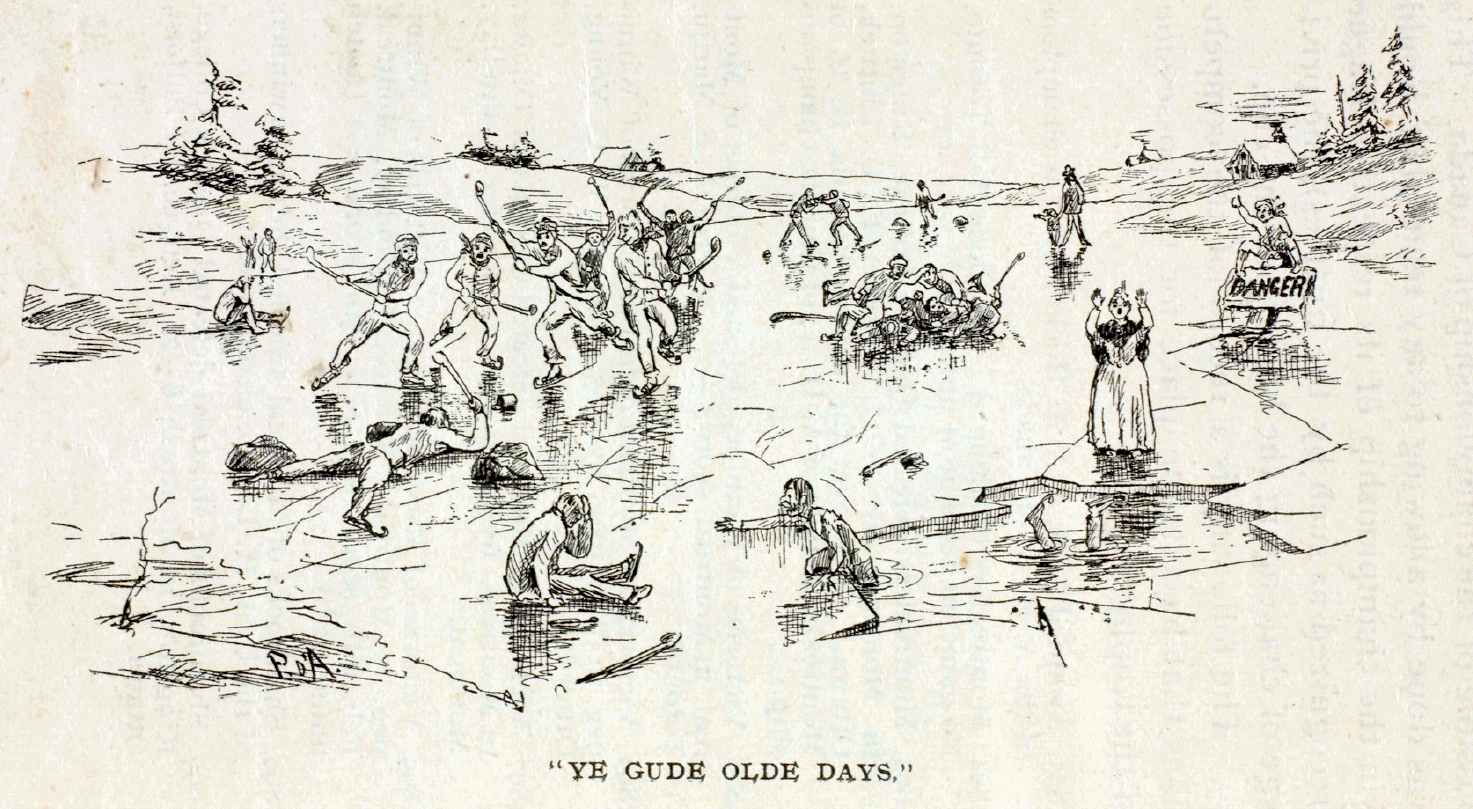
Ye Gude Olde Days (Bei vecchi tempi), da Hockey: Canada's Royal Winter Game, 1899.

Nel Continente Americano, l'hockey prese definitivamente le forme che conosciamo oggi, anche se il processo di trasformazione fu lungo, complesso tanto che spesso gli storici hanno presentato teorie e opinioni contrastanti tra loro: a contendersi la paternità dell'hockey ci sono addirittura quattro città (Windsor ed Halifax in Nova Scotia, Kingston in Ontario e Montréal in Québec) ed ognuna di queste ha sicuramente delle valide ragioni dalla propria parte.
La Nuova Scozia fu, probabilmente, la provincia che risentì maggiormente dell'influsso britannico, infatti, le principali città (Windsor, Halifax, Darthmouth) accolsero numerosi emigranti inglesi, oltre che parecchi battaglioni dell'esercito di Sua Maestà; la geografia della Nova Scotia presenta diversi fiumi e laghi, i quali, ghiacciandosi durante l'inverno, diventano automaticamente luoghi adatti al pattinaggio: non sorprende, quindi, che proprio in questa provincia i giochi con mazze e pallina si diffusero con molta facilità all'interno della popolazione locale.
La città che ultimamente ha reclamato con più insistenza la paternità dell'hockey è Windsor, in cui qualche anno fa è stata addirittura fondata la Windsor Hockey Heritage Society, il cui scopo è promuovere la località della Nova Scotia come luogo di nascita dell'hockey: il principale fautore di Windsor è il Dr. Garth Vaughan, che in numerosi dossier e testi scritti ha cercato di spiegare ed argomentare le proprie ragioni.
Le teorie del Dr. Vaughan si fondano su un racconto dello scrittore canadese Thomas Chandler Haliburton (1796-1865), "The Attaché", in cui compare una frase riferita ai ragazzi del King's College di Windsor: "hurly on the long pond on the ice". Haliburton aveva frequentato quell'Università e nel racconto volle presentare un ricordo della propria gioventù: l'hurling era il gioco preferito dai ragazzi del King's College, i quali non potendolo praticare sull'erba durante i mesi invernali, lo trasferirono sul ghiaccio.
Per il Dr. Vaughan quella citazione è la prima testimonianza riguardo ad un gioco su ghiaccio in territorio canadese (e non solo) e può essere fatta risalire all'inizio del XIX secolo: gli studenti del King's College, quindi, iniziarono la tradizione dell'hockey, per poi espanderlo nel resto della Nova Scotia e nelle altre province, insegnandolo ad amici e conoscenti.
Nonostante abbia ricevuto numerosi consensi (tra cui quelli degli autori di Total Hockey, the Official Encyclopedia of the National Hockey League), questa teoria non è stata accettata dalla SIHR (Society for International Hockey Research), che ha considerato le documentazioni in possesso del Dr. Vaughan insufficienti per assegnare a Windsor l'assoluta paternità sull'hockey: quel passaggio di Haliburton è troppo vago, poiché manca qualunque riferimento a pattini, a squadre, a partite. Inoltre, il Dr. Vaughan non ha offerto delle motivazioni valide per escludere la contemporanea presenza di giochi simili in altre zone del Canada e del resto del mondo; la sua teoria che l'hockey sia uscito dai confini della Nova Scotia soltanto nel 1865 è stata categoricamente smentita dalla SIHR.
Ad ogni modo, la Nova Scotia fu probabilmente la provincia canadese più attiva nello sviluppo dell'hockey, grazie non solo a Windsor, ma anche ad Halifax e Darthmouth, che accolsero numerosi militari dell'esercito britannico; i soldati inglesi, che praticavano nella loro patria il bandy, trasferirono questa disciplina in Canada, riscotendo un incredibile successo.
Gradualmente, l'hockey raccolse sempre più popolarità in Nova Scotia, e ben presto sui giornali (compresi quelli statunitensi) comparvero alcuni resoconti al riguardo: l'articolo più interessante fu sicuramente quello pubblicato nel 1859 da un corrispondente della Boston Gazette, che raccontò l'abilità degli abitanti della Nova Scotia nel pattinaggio, ma soprattutto descrisse questo eccitante passatempo. Va inoltre ricordato che nei primi sessant'anni del XIX secolo, il gioco era indifferentemente chiamato hockey, hurley, ma anche ricket, termini (in particolare hockey e hurley) che indicavano non solo la disciplina, ma anche il bastone.
Kingston (Ontario), ha reclamato con forza (soprattutto in passato) la paternità sull'hockey: situata tra Montreal e Toronto, Kingston era un importante centro commerciale e culturale, in cui erano presenti due prestigiose istituzioni quali la Queen's University e il Royal Military College, che ricoprirono un ruolo fondamentale per lo sviluppo dell'hockey non solo in Ontario, ma anche in Canada e negli Stati Uniti.
Il principale sostenitore di Kingston fu il Capitano James Thomas Sutherland, che, nel 1903, preparò un dettagliato dossier circa i rapporti tra la propria città natale e l'hockey: la teoria di Sutherland si basava sugli archivi di Edwin Horsey (storico di Kingston), che riportavano alcuni estratti importanti; leggendo i diari del padre di Horsey risalenti al 1846-47, si può trovare un passaggio molto indicativo riguardo allo shinty (shinny), il gioco scozzese: Most of the boys were quite at home on skates. They could cut the figure eight and other fancy figures, but "shinny" was their delight!
Per il Capitano Sutherland, quelle partite di shinny si sarebbero rivelate la partenza dello sviluppo dell'hockey; inoltre, Sutherland, ignorando completamente i documentati eventi di Montreal (di cui parleremo più avanti), affermò che il primo incontro di hockey ufficialmente riconosciuto si era disputato nel 1888 (in verità 1886) tra la Queen's University e il Royal Military College.
In verità, nonostante la scarna documentazione del Capitano Sutherland, esistono altri archivi che potrebbero assegnare la paternità dell'hockey a Kingston: nel gennaio 1843, l'ufficiale dell'esercito britannico Arthur H. Freeling scrisse sul proprio diario un appunto molto interessante: "Began to skate this year, improved quickly and had great fun at hockey on the ice".
Questa frase (tra l'altro ignorata da Sutherland) potrebbe essere una prova che l'hockey sia nato a Kingston, tuttavia è troppo vaga e imprecisa: come affermato da numerosi storici, questo estratto non prova né l'utilizzo di pattini da parte dei giocatori (elemento fondamentale), né l'assenza di giochi simili in altre zone canadesi.
Un'altra testimonianza interessante su Kingston è quella che riguarda i Royal Canadian Rifles, che nel 1855, dopo aver spazzato il ghiaccio su lago Ontario intorno alle Tête du Pont Barracks, organizzarono una partita, utilizzando mazze di hockey su prato e palline da lacrosse.
Nonostante la documentazione piuttosto incerta, Kingston acquistò sempre più popolarità, tanto che nel 1943 la Canadian Amateur Hockey Association le conferì l'onore della Hockey Hall of Fame, il museo che avrebbe dovuto ricordare i grandi campioni e personaggi dell'hockey mondiale; in verità la Galleria sarebbe stata inaugurata diversi anni dopo a Toronto, tuttavia a Kingston fu aperto l'International Hockey Museum, in cui sono conservati numerose maglie, dischi e cimeli vari.
Un'ulteriore menzione è necessaria per la Queen's University e il Royal Military College, che ricoprirono un ruolo decisivo per lo sviluppo e la diffusione dell'hockey non solo nella Provincia dell'Ontario, ma anche in molte città statunitensi; inoltre, la Queen's University invitò nella propria sede diverse squadre di Ice Polo, il gioco su ghiaccio tipico degli Stati Uniti.
Come afferma lo storico J. W. Fitsell, forse Kingston non fu il vero luogo di nascita dell'hockey, tuttavia pochissime altre città sono così amate dagli appassionati: ancora oggi vengono organizzate manifestazioni il cui scopo è quello di ricordare e presentare la grande eredità hockeistica di Kingston.
Lasciando da parte tutte queste ipotesi, è sicuro che il primo regolamento ufficiale dell'hockey (almeno tra quelli conosciuti) è stato scritto ad Halifax. In questa città, infatti, era presente una famosa associazione amatoriale preparò nel 1872 le celeberrime Halifax Rules. Tra le regole più interessanti:
- La partita era suddivisa in due tempi da 30 minuti l'uno, con un breve intervallo di 10 minuti.
- Ogni squadra era composta di nove giocatori.
- Dopo ogni gol, era previsto il cambio di campo.
Il membro più famoso dell'Halifax Hockey Club fu James George Alwyn Creighton, un pattinatore e hockeista, che per alcuni storici è addirittura l'autore di quelle regole: attorno al 1870, Creighton si trasferì a Montreal, dove insegnò il gioco ai nuovi appassionati, trasformando la città del Québec nel punto di riferimento dell'hockey; in verità, i primi riferimenti riguardo discipline sul ghiaccio a Montreal risalgono addirittura al 1837, ma queste testimonianze sono molto imprecise (oltre che piene di incongruenze) e di conseguenza la SIHR ha espresso numerosi dubbi sulla loro veridicità.
Il 3 marzo 1875, invece, il Victoria Rink di Montreal ospitò un evento che avrebbe acquisito un'importanza storica senza eguali: due formazioni locali si sfidarono in una partita di hockey, rispettando le Halifax Rules. L'evento fu reclamizzato dalla Montreal Gazette, che pubblicò un articolo di presentazione e, il giorno seguente, il resoconto della sfida, in cui comparve un appunto molto interessante: "Hockey is played usually with a ball, but last night, in order that no accident should happen, a flat block of wood was used, so that it should slide along the ice without rising".
Indubbiamente il gioco era molto diverso da quello che conosciamo oggi, tuttavia quell'incontro di Montreal è il primo di cui abbiamo riferimenti precisi ed esatti riguardo al numero dei giocatori e sul punteggio; è proprio sulla base di questa partita che Montreal reclama la paternità sull'hockey, senza dimenticare che la città del Québec sarebbe stata l'indiscussa protagonista nel futuro sviluppo della disciplina.
La Gazette, nella cui redazione era presente anche Creighton, offrì tutto il proprio contributo per la diffusione del gioco: nel 1877 su questo giornale fu pubblicato il regolamento ufficiale, probabilmente utilizzato per lo storico incontro del 1875.

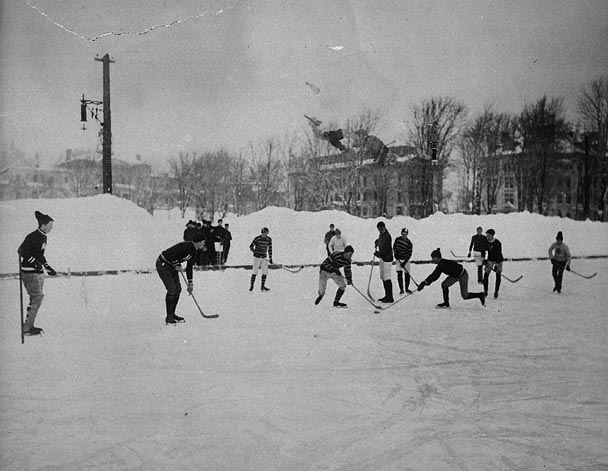
Hockey su ghiaccio alla McGill University, Montreal, 1901.

Negli ultimi 25 anni del XIX secolo, l'hockey acquisì sempre più popolarità, come dimostrato dalla creazione di nuove squadre: la prima formazione ufficiale fu quasi sicuramente quella della McGill University di Montreal nel 1877, i cui giocatori furono immortalati in una storica foto; inoltre molti studenti di tale università furono presenti nella memorabile partita del 1875.
Con l'aumento della diffusione del gioco, fu sentita la necessità di cambiare e migliorare il regolamento e questo compito fu raccolto dagli studenti della McGill University, che presentarono gran parte delle modifiche: le nuove Montreal Rules erano sicuramente ispirate alle Halifax Rules, ma presentavano anche delle differenze, come ad esempio il passaggio in avanti, legale a Halifax, vietato a Montreal.
Dopo queste prime analisi, possiamo riprendere le domande iniziali, cercando di confrontare le risposte presentateci dagli storici: sebbene questi quesiti non sempre abbiano offerto pareri uniformi, nessuna ipotesi è veramente sbagliata e ognuna di essa contiene una parte di verità.
A Montreal l'hockey acquisì molte delle proprie caratteristiche definitive, tuttavia ci sono parecchi detrattori che rilevano giustamente che la famosa partita del 3 marzo 1875 fu organizzata da Creighton e giocata rispettando le Halifax Rules: ciò sarebbe una dimostrazione evidente che la città del Québec subì l'influsso della Nova Scotia, in particolare di Halifax; infine, ci sarebbe anche Kingston, che può offrire le proprie valide ragioni.
È molto interessante citare una provocazione presentata qualche anno fa da alcuni membri della McGill University: se la paternità dell'hockey su ghiaccio non fosse assegnata a Montreal, allora questa disciplina non potrebbe dichiararsi canadese, bensì europea, visto che i giochi praticati all'inizio del XIX secolo in Nova Scotia, da cui emerse l'hockey moderno, erano di chiara origine britannica.
Teoricamente, questa provocazione (che va intesa come tale) ha un fondo di verità, ciononostante i giochi praticati nel Vecchio Continente erano ancora troppo differenti perché possano essere paragonati all'hockey moderno; per questo motivo, si può concludere che tutta la nazione Canadese è la patria dell'hockey, visto che ogni sua Provincia ha dato il proprio contributo alla diffusione e allo sviluppo dello spettacolare gioco sul ghiaccio.

## Dal primo torneo del 1883 alla fondazione dell'NHL
Il 1883 fu un anno fondamentale, poiché, in occasione del Winter Carnival di Montreal, fu organizzato il primo torneo ufficiale di hockey: sul St. Lawrence River, l'Università di McGill prevalse sui Montreal Victorias ed una compagine di Quebec City, aggiudicandosi la Birks Cup. Quella manifestazione fu importante anche per un altro aspetto, che sicuramente influenzò lo sviluppo dell'hockey: poiché la formazione di Quebec City non aveva a disposizione sufficienti atleti, gli organizzatori del torneo decisero di ridurre a sette il numero di giocatori per squadra.
La tradizione del Winter Carnival si prolungò anche negli anni successivi, fino a quando l'8 dicembre 1886 fu fondata la Amateur Hockey Association of Canada; in verità la AHAC non fu la prima lega presente sul territorio canadese, infatti, tra il 1885 e il 1886, il Kingston Hockey Club, i Kingston Athletics, la Queen's University e il Royal Military College si erano accordati per disputare un campionato comune, vinto dalla Queen's University. Tuttavia questa lega di Kingston mancava di uno statuto, di un'organizzazione stabile, presente invece nella AHAC, cui si iscrissero i Montreal Victorias, la McGill University, la Montreal Amateur Athletic Association, i Montreal Crystals e una squadra di Ottawa e, a partire dal 1887, una formazione di Quebec City.
La prima partita fu disputata il 7 gennaio 1887 e presentò la sfida tra i Crystals e McGill, con i primi vincenti per 3-1; il titolo fu assegnato tramite un Challenge System, in cui la vincente continuava a giocare e aspettava una nuova sfidante: al termine di sette incontri, i Crystals si laurearono campioni, dopo aver battuto in trasferta i Victorias per 3-2.
Il 1888 è un anno molto importante nella storia dell'hockey, infatti, quell'anno Sir Frederick Arthur, Lord Stanley of Preston, dopo aver ricevuto la nomina a Governatore del Canada per conto del Regno Unito, lasciò l'Europa per trasferirsi in Nord America: tutta la famiglia di Lord Stanley era appassionata di sport, in particolare i suoi figli, abilissimi pattinatori, che, poco dopo l'arrivo in Canada, fondarono gli Ottawa Rideau Rebels; in questa nuova formazione era presente anche James Creighton, che da qualche anno si era trasferito nella capitale canadese.
Nel 1890, gli Ottawa Rideau Rebels si recarono a Toronto per disputare alcune partite contro il Granite Club e il Victoria's Club, due importanti circoli della città dell'Ontario; quegli incontri furono caratterizzati da un'estrema violenza, tanto che da più parti si levarono critiche verso l'hockey, che avrebbe potuto rischiare l'abolizione.
Tuttavia, queste proteste spinsero i dirigenti delle principali squadre dell'Ontario a creare una forte lega che avrebbe dovuto controllare l'hockey nella Provincia: il 27 novembre 1890, durante una riunione al Queen's Hotel di Toronto, fu fondata la Ontario Hockey Association (OHA), che sarebbe stata controllata dalla famiglia di Lord Stanley e a cui s'iscrissero 13 formazioni.
Con la nascita della OHA, il numero di giocatori per formazione fu stabilmente fissato a sette: un portiere, due difensori, tre attaccanti ed un rover, che non aveva una precisa posizione sul campo e spesso fungeva da punto intermedio tra difesa e attacco; inoltre, il rover era il giocatore maggiormente dotato dal punto di vista tecnico e spesso era il miglior marcatore della squadra.
Nel giro di pochissimi anni, l'hockey si espanse in tutto il Dominion, diventando il gioco invernale nazionale; analizzando la situazione, nel 1892 Lord Stanley decise di preparare un trofeo con cui premiare la migliore squadra del Canada.
Inizialmente, il trofeo era chiamato The Dominion Challenge Cup, tuttavia ben presto s'identificò con il nome del suo ideatore, diventando la Lord Stanley Hockey Cup o più semplicemente Stanley Cup; nel 1893 la Montreal Amateur Athletic Association, dopo aver conquistato il titolo della AHAC, battendo 1-0 Ottawa, ricevette in premio il trofeo del Governatore, senza dover giocare altri spareggi o partite: la leggenda della Stanley Cup era iniziata.
In realtà la Coppa era una semplice scodella, ma la tradizione di incidere i nomi dei giocatori vincenti provocò diverse modifiche al trofeo originale: la Stanley Cup prese la forma attuale (pezzo unico con sedici lamine d'argento e la scodella in alto) nel 1958; quando lo spazio per scrivere i nomi si esaurisce, una lamina viene tolta (e portata nella Hall of Fame) e sostituita da una nuova. Nel 1969 la scodella originale, estremamente fragile, fu tolta (e spedita alla Hall of Fame) e sostituita da una copia perfetta.
Poco dopo l'assegnazione del prestigioso trofeo alla Montreal AAA, Lord Stanley lasciò definitivamente il Canada, rientrando in Europa: non poté mai assistere ad un incontro valevole per il proprio trofeo, poiché soltanto dal 1894 la Stanley Cup sarebbe stata assegnata tramite una sfida tra due squadre. Prima della propria partenza, Lord Stanley conferì a Philip Dansken Ross e John Sweetland la carica di "trustees" della Stanley Cup, il cui compito era quello di organizzare e controllare gli incontri per la Coppa.
La Stanley Cup, tuttavia, non era riservata solamente alle squadre della AHAC, ma ad ogni formazione canadese: chiunque avesse vinto il titolo di una lega presente sul territorio del Dominion avrebbe potuto richiedere la possibilità di sfidare i detentori del trofeo ai trustees, che in seguito avrebbero valutato le varie candidature e scelto le contendenti.
Esistevano, dunque, due sistemi per potersi assicurare la Stanley Cup:
- 1. Vincere il titolo della lega di cui faceva parte la squadra detentrice della Stanley Cup.
- 2. Sfidare la detentrice della Stanley Cup in una serie al di fuori della lega.

A cavallo tra il XIX e il XX secolo, l'hockey aveva ormai conquistato popolarità non solo in Canada, ma anche negli Stati Uniti, dove rispettivamente nel 1901 e nel 1904 furono fondate la Western Pennsylvania Hockey League e la International Pro Hockey League, le prime leghe interamente professionistiche; queste organizzazioni attirarono diversi giocatori canadesi, che lasciarono il loro paese per gli USA, dove avrebbero potuto ottenere contratti più vantaggiosi.
In Canada, invece, il dilettantismo rimase una prerogativa indiscutibile per più tempo, infatti, le prime organizzazioni professionistiche, tra cui la Eastern Canada Hockey Association (ECHA), la Ontario Professional Hockey League e la New Ontario Hockey League, comparvero qualche anno dopo.
Analizzando la situazione, i trustees decisero, nel 1907, di aprire le sfide per la Stanley Cup anche alle formazioni professionistiche: Lord Stanley, infatti, aveva preparato quel trofeo per premiare la migliore squadra della nazione, senza distinzioni tra professionisti e dilettanti! Le compagini amatoriali si dovettero, quindi, accontentare della Allan Cup, premio donato da Sir Hugh Montagu Allan nel 1908.
Negli anni successivi alla sua istituzione, gli incontri valevoli per la Stanley Cup erano molto frequenti: gli Ottawa Senators (che non vanno confusi con gli attuali nati nel 1992) vinsero il trofeo nel 1903 contro i Montreal Victorias, per poi difenderlo otto volte consecutive fino al 1906, meritandosi l'appellativo di The Silver Seven. Anche i formati delle serie cambiavano spesso, sebbene quello più utilizzato fosse una doppia sfida in cui erano sommati i gol realizzati nelle due partite.
Sul finire del primo decennio del XX secolo, una squadra proveniente da Renfrew (Ontario) conquistò le luci della ribalta: dopo alcune vittorie nella Ottawa Valley Hockey League, i dirigenti di questa formazione, Michael John O'Brien e il figlio Ambrose, ritenevano di meritare la sfida per la Stanley Cup, ma le loro richieste furono ignorate dai trustees.
Dopo alcuni rifiuti, Ambrose O'Brien cercò di iscrivere la squadra di Renfrew alla ECHA, sperando nell'ammissione in quella che era una delle leghe più importanti del Dominion; in verità, il 25 novembre 1909 la ECHA fu sciolta, ma dalle sue ceneri fu creata la Canadian Hockey Association (CHA), che comprendeva i Montreal Shamrocks, i Montreal Nationals (squadra francofona), gli Ottawa Senators, i Quebec Bulldogs e un'altra compagine di Montreal: nonostante le richieste e proposte di O'Brien, Renfrew fu esclusa.
Delusi dagli eventi, O'Brien e Jimmy Gardner, dirigente dei Montreal Wanderers (anch'essi lasciati fuori dalla CHA), decisero di fondare una nuova lega, così il 2 dicembre 1909, i Wanderers Renfrew, i Cobalt (Ontario) e i Haileybury (Ontario) crearono la National Hockey Association (NHA); qualche giorno più tardi, a queste quattro formazioni se ne aggiunse un'altra, rappresentante la comunità francese di Montreal: quelli furono i primi passi di le Canadiens, la più celebre squadra di hockey di tutti i tempi.
Lo scontro tra le due leghe per assicurarsi i migliori giocatori fu molto aspro, ma quando il 28 dicembre 1909 Renfrew ingaggiò il fuoriclasse Cyclone Taylor, la NHA prese il sopravvento: il 19 gennaio 1910, durante un meeting tra i dirigenti delle due organizzazioni, fu stabilito che la NHA avrebbe accolto gli Ottawa Senators e i Montreal Shamrocks, diventando una lega a sette squadre e provocando lo scioglimento della CHA; poiché la formazione della capitale era la detentrice della Stanley Cup, chi avesse conquistato il titolo della NHA, si sarebbe automaticamente aggiudicato il prestigioso trofeo. Il successo finale arrise ai Montreal Wanderers, che al termine di un'eccellente stagione da 11 vittorie ed appena 1 sconfitta, si laurearono campioni della NHA, ricevendo la Stanley Cup.
La NHA era diventata la principale lega della Nazione, ma tuttavia i costi e le perdite finanziarie si rivelarono fatali per alcune formazioni, quali Cobalt, Haileybury, i Montreal Shamrocks, ma anche Renfrew, i cui diritti furono acquisiti dalla città di Toronto. Con la fondazione della NHA, furono effettuate alcune importanti modifiche al regolamento, come ad esempio l'abbandono dei due tempi da 30 minuti in favore di tre periodi da 20 e l'eliminazione del rover, che ridusse il numero di giocatori presenti sul ghiaccio da sette a sei.
Se la NHA era la principale organizzazione ad Est, l'altra parte del Dominion era controllata dalla Pacific Coast Hockey Association (PCHA), lega fondata nel 1911 da Joseph Patrick assieme ai figli Frank e Lester; i dirigenti della PHCA istituirono molte regole interessanti, tra cui possiamo ricordare:
- I portieri potevano tuffarsi per compiere le parate
- La creazione di due linee blu per dividere il campo in tre parti
- La legalizzazione del passaggio in avanti nella zona neutrale
- L'istituzione del tiro di rigore (anche se battuto in maniera diversa da come lo conosciamo noi)
- L'usanza di accreditare un assist a chi eseguiva un passaggio vincente.
La PCHA, tuttavia, continuò sempre ad utilizzare la regola dei sette uomini sul ghiaccio.
Dal momento che la NHA e la PCHA erano con certezza le migliori leghe del Nord America, nel 1914 i trustees stabilirono che la Stanley Cup sarebbe stata assegnata in una sfida tra i campioni di quelle due organizzazioni; per ovviare al problema del diverso numero di giocatori in campo, fu deciso che:
- Nelle partite giocate in casa dalla NHA, ogni squadra avrebbe potuto utilizzare solamente sei giocatori.
- Nelle partite giocate in casa dalla PCHA, ogni squadra avrebbe potuto utilizzare sette giocatori, quindi anche il rover.
Nel 1915, Eddie Livingstone, proprietario dei Toronto Shamrocks, acquistò anche i Toronto Blueshirts, assumendo il controllo di due squadre, evento che non fu apprezzato dagli altri proprietari e dirigenti: intimato a cedere almeno una formazione, Livingstone fece fallire gli Shamrocks.
Il 10 febbraio 1917, i dirigenti della NHA estromisero i Blueshirts dal campionato, distribuendo i giocatori tra le altre quattro squadre; finita la stagione, la NHA chiuse la propria esistenza, ma i vari proprietari e dirigenti crearono la National Hockey League (NHL). Livingstone cercò di far valere le proprie ragioni, ma alla fine dovette rassegnarsi, tanto che la squadra di Toronto che avrebbe giocato nella NHL fu assegnata alla Mutual Street Arena.
Oltre alle diatribe e gli scontri tra i proprietari, nel 1916 e nel 1917 avvennero due eventi importanti: nel 1916, infatti, i Montreal Canadiens vinsero la loro prima Stanley Cup della storia, mentre dodici mesi dopo i Seattle Metropolitans della PCHA diventarono la prima squadra a portare il prestigioso trofeo al di fuori dei confini canadesi.
Sebbene la NHL fosse appena nata, i trustees non esitarono ad invitarla alle sfide contro la PCHA per la Stanley Cup; tuttavia, la prima serie tra NHL e PCHA, disputata tra Canadiens e Metropolitans nel 1919, fu interrotta dopo cinque partite (due vittorie a testa e un pareggio) a causa di un'epidemia influenzale, che colpì diversi giocatori di Montreal: la sfida non poté essere ripresa e per la prima e ultima volta dal 1893 la Stanley Cup non fu assegnata.
Nel 1921 fu fondata la Western Canada Hockey League, organizzazione che cercava di contendere alla PCHA il controllo dell'hockey sulla costa occidentale, partecipando alle sfide per la Stanley Cup: tre anni dopo la PCHA fu sciolta, ma due delle tre squadre provenienti da quella lega furono inserite nella WCHL, che si trasformò in Western Hockey League; la nuova WHL, però, chiuse la propria esistenza al termine della stagione 1925-26.
Essendo l'unica major league rimasta, la NHL poté premiare dal 1926-27 i suoi campioni con la Stanley Cup, senza successivi spareggi con formazioni provenienti da altre leghe: i Victoria Cougars rimarranno per sempre l'ultima squadra non appartenente alla NHL ad alzare il famoso trofeo (1924-1925) e a partecipare ad una sfida per aggiudicarselo (1925-26); inoltre con lo scioglimento della WHL, il numero di giocatori presenti in campo fu stabilmente fissato a sei.
Nel 1926-27 le squadre della NHL (alcune delle quali provenienti dalla WHL e trasferite in altre città) furono distribuite in Canadian Division e American Division, ma negli anni '30 molte franchigie si ritirarono, tanto che nel 1938 i due raggruppamenti furono cancellati. Tra le squadre estinte, una menzione è necessaria per gli Ottawa Senators (vincitori tra l'altro di quattro Stanley Cup negli anni '20), che nel 1934 si trasferirono a St. Louis, dove diventarono gli Eagles; una stagione più tardi, questa squadra si sciolse definitivamente.
Tuttavia, nel 1929 era stata presentata la regola che avrebbe cambiato completamente lo svolgimento delle partite: a causa dell'eccessivo aumento degli shutout, i massimi dirigenti della NHL si resero conto che il gioco stava diventando sempre più noioso e decisero di agire, legalizzando completamente il forward pass; d'ora in poi, il passaggio in avanti sarebbe stato ammesso non solo nella zona neutrale (1918) e nel terzo difensivo (1927), ma anche nel terzo d'attacco. Qualche anno più tardi furono fissate alcune regole sul fuorigioco (per evitare che un giocatore si piazzasse davanti alla porta avversaria), sul tiro di rigore e sulla liberazione vietata (icing).

## Le origini in Europa
Intanto, anche in Europa l'hockey canadese stava raccogliendo sempre più successo: ritornato in Gran Bretagna nel 1893, Lord Stanley si impegnò a diffondere la disciplina nordamericana nel Vecchio Continente, che gradualmente abbandonò il bandy per dedicarsi all'hockey. Nel 1908 alcuni delegati provenienti da Gran Bretagna, Francia, Belgio e Svizzera fondarono a Parigi la Ligue International de Hockey sur Glace, che qualche anno più tardi sarebbe diventata la International Ice Hockey Federation (IIHF). Nel 1910 fu organizzato il primo Campionato Europeo, ma la vera svolta avvenne nel 1920, quando l'hockey fu inserito (anche se come disciplina dimostrativa) all'interno dei Giochi Estivi di Anversa. Quattro anni più tardi, Chamonix ospitò i primi Giochi Invernali della storia, che nel proprio programma comprendevano anche l'hockey su ghiaccio; in verità, le medaglie di Anversa non sono considerate ufficiali, tuttavia la IIHF ha assegnato a quel torneo olimpico lo status di Campionato del Mondo, manifestazione che dal 1930 avrebbe preso la classica cadenza annuale.
La prima potenza europea fu sicuramente la Gran Bretagna, che tra l'altro vinse la medaglia d'oro ai Giochi di Garmisch Partenkirchen nel 1936, interrompendo i successi canadesi: tuttavia, negli anni '20, comparvero le vere forze del Vecchio Continente, quali la Cecoslovacchia, la Svezia, la Finlandia, che imposero il loro marchio nelle competizioni internazionali, mentre i Britannici lasciarono gradualmente le posizioni di prestigio. Ad ogni modo, la vera dominatrice, l'unica compagine in grado di competere contro i maestri canadesi, l'Unione Sovietica, si sarebbe avvicinata all'hockey diversi anni più tardi, debuttando ai Campionati del Mondo soltanto nel 1954.
Per chiudere il discorso sui tornei internazionali, è necessario ricordare che ai giocatori NHL era vietata la partecipazione, in quanto professionisti: di conseguenza, i colori canadesi erano difesi dalla vincitrice della Allan Cup, il trofeo per le compagini dilettanti; tra queste formazioni, quelli che avrebbero raccolto più onori furono i Penticton Vees (Columbia Britannica), che nel 1955 a Krefeld (Germania) si laurearono Campioni del Mondo, battendo 5-0 l'URSS, detentrice del titolo.

## Dalle Original Six alla fondazione della WHA
La stagione 1942-43 è fondamentale per la NHL, poiché segna l'inizio dell'era delle Original Six: dopo l'ennesima contrazione (i New York Americans scomparvero al termine del campionato precedente) soltanto sei team restarono in vita, i New York Rangers, i Boston Bruins, i Chicago Black Hawks (divenuti Blackhawks nel 1986), i Detroit Red Wings, i Toronto Maple Leafs e i Montreal Canadiens.
Il periodo delle Original Six è considerato "The Golden Age of Professional Hockey", un appellativo senza dubbio appropriato, poiché la NHL avrebbe raggiunto dei livelli tecnici sicuramente molto elevati; tuttavia non va dimenticato che lo stile di gioco negli anni del dopoguerra fu contraddistinto da grandissima violenza, con numerose risse e tafferugli tra giocatori.
Il 30 giugno 1947 fu sancito un importantissimo accordo tra la NHL, rappresentata dal presidente Clarence Campbell, e i trustees della Stanley Cup: come detto in precedenza, la NHL, essendo l'unica major league rimasta, consegnava dal 1926-27 la Coppa ai propri campioni, pur non avendone il completo controllo; se ipoteticamente una nuova lega avesse richiesto ai trustees la sfida per il trofeo, questi avrebbero dovuto accettarla e organizzare uno spareggio.
Con l'accordo del 1947, i trustees assegnarono alla NHL il completo controllo e l'intera responsabilità sulla Stanley Cup: da quel momento nessun'altra lega avrebbe potuto rivendicare alcun diritto sulla Coppa. In quel contratto, inoltre, sono presenti due clausole importantissime:
- In qualsiasi momento, la NHL può restituire ai trustees il controllo della Stanley Cup.
- In caso di eventuale scioglimento della NHL, i trustees riprenderebbero immediatamente il controllo della Stanley Cup.

L'epoca delle Original Six fu davvero importante nella storia dell'hockey, poiché testimoniò le performance di grandissimi campioni e fuoriclasse, primo su tutti Gordie Howe, il leader dei Detroit Red Wings: dopo il debutto nel 1946, Mr. Hockey mise il proprio marchio sulla NHL per 25 anni, restando ai vertici delle classifiche dei marcatori fino al proprio primo ritiro, avvenuto nel 1971; oltre ad essere una spaventosa macchina realizzativa, Howe era anche un giocatore estremamente fisico, che amava caricare e colpire (molto spesso con il gomito) i suoi avversari.
Nel 1973, dopo due stagioni di "pausa", Howe fu ingaggiato dagli Houston Aeros della World Hockey Association, e nonostante l'età avanzata fu sempre tra i migliori realizzatori della nuova lega; a 51 anni Mr. Hockey rientrò nella NHL con la maglia degli Hartford Whalers, con cui disputò il suo ultimo campionato professionistico, giocando tra l'altro 80 partite. A fine carriera (1980), Howe aveva compilato delle statistiche incredibili, come ad esempio 801 gol e 1850 punti nella NHL, numeri che per moltissimo tempo sarebbero stati inavvicinati.
Durante l'epoca delle Original Six, i grandi protagonisti furono i Montreal Canadiens, che dominarono la NHL, conquistando titoli su titoli, tra cui cinque consecutivi tra il 1956 e il 1960; fuoriclasse come Maurice Richard, Jean Béliveau, Jacques Plante lasciarono il loro segno sulla lega e crearono il mito degli Habs, una delle franchigie più vincenti dell'intero sport nordamericano: con 24 Stanley Cup e 25 titoli NHL (l'ultimo nel 1993) i Canadiens sono secondi solo ai New York Yankees, che per 26 volte si sono aggiudicati le World Series di baseball.
Le Original Six restarono le uniche partecipanti al campionato NHL per 25 anni, quando l'espansione del 1967 vide il debutto di altre sei formazioni: gli St. Louis Blues, i Pittsburgh Penguins, i Minnesota North Stars, i Los Angeles Kings, i California Seals e i Philadelphia Flyers; per permettere anche alle nuove "arrivate" la possibilità di lottare per la Stanley Cup fin dal primo anno, le Original Six furono inserite nella Eastern Division, mentre le Expansion Six nella Western Division.
I California Seals furono una squadra con una "vita" molto travagliata, infatti, dopo soli tre mesi dal debutto nella NHL si trasformarono in Oakland Seals; nel 1970 cambiarono nuovamente nome diventando i California Golden Seals, per poi ritornare California Seals nel 1975. L'anno successivo, a causa di problemi economici, la franchigia fu trasferita in Ohio, diventando i Cleveland Barons; nel 1978, dopo la fusione con i Minnesota North Stars, i Cleveland Barons cessarono la loro esistenza. I Seals / Barons sono l'ultima squadra estinta nella storia della sport nordamericano a livello di major league.
Nelle stagioni successive all'Expansion del 1967, altre nuove squadre debuttarono nella NHL: Buffalo Sabres e Vancouver Canucks nel 1970, New York Islanders e Atlanta Flames nel 1972, Kansas City Scouts e Washington Capitals nel 1974. Nel 1976 gli Scouts si spostarono a Denver, diventando i Colorado Rockies, che nel 1981 furono trasferiti nel New Jersey, dove diventarono i Devils. Nel 1980 gli Atlanta Flames furono trasferiti a Calgary.
L'ingresso di nuove franchigie obbligò la dirigenza della NHL a sostituire, nel 1974, le vecchie Eastern e Western Division con la Prince of Wales Conference (Adams e Norris Division) e la Clarence Campbell Conference (Patrick e Smythe Division); il criterio di distribuzione delle squadre non fu geografico.
Il giocatore simbolo degli anni '70 fu sicuramente Bobby Orr, il mitico campione dei Boston Bruins, che come nessun altro influenzò il modo di giocare nella NHL: pur essendo un difensore formidabile (premiato 8 volte di fila con il Norris Trophy), Orr era un'arma offensiva devastante, in grado di segnare, fornire assist perfetti per i compagni, ma soprattutto dettare il ritmo dell'attacco; nel 1970 e nel 1975, Orr diventò il primo (e ancora unico) difensore in grado di vincere l'Art Ross Trophy, il premio destinato al miglior marcatore. La carriera di Orr fu, però, martoriata da continui infortuni al ginocchio, che prima convinsero i Bruins a cederlo ai Chicago Black Hawks e poi l'obbligarono al ritiro a soli 31 anni.
Negli anni '60, la nazionale canadese (che come detto in precedenza era composta da amatori) incontrò numerose difficoltà contro le principali compagini europee, tanto che i dirigenti nordamericani chiesero alla capi della IIHF la possibilità di utilizzare i professionisti; nel 1970, dopo l'ennesimo rifiuto, il Canada si ritirò dalla principali competizioni internazionali, rientrando soltanto nel 1978, quando la IIHF permise ai giocatori della NHL di partecipare ai Campionati del Mondo.
Tuttavia, il primo vero scontro tra i professionisti canadesi e i dilettanti europei era avvenuto nel settembre del 1972, un mese davvero memorabile nella storia dell'hockey su ghiaccio: dopo una lunga serie di meeting tra i dirigenti della NHL e della IIHF, fu organizzata una serie di otto partite in cui i fuoriclasse della Foglia d'Acero avrebbero sfidato la nazionale dell'Unione Sovietica, l'autentica dominatrice dei Campionati Mondiali e delle Olimpiadi; la Summit Series sarebbe iniziata in Canada (Montreal, Toronto, Winnipeg, Vancouver) e poi continuata a Mosca.
Alla vigilia di Gara 1, tutti prevedevano una facile passeggiata per la selezione della Foglia d'Acero, ma quando fu spazzata via 7-3 al Montreal Forum, le opinioni cambiarono radicalmente: il leggendario attaccante russo Valerij Charlamov aveva segnato due reti favolose, superando i più celebri difensori della NHL come fossero dei semplici birilli, mentre il fantastico portiere Vladislav Tret'jak aveva abbassato la saracinesca della propria porta!
La serie si trasformò in una vera e propria battaglia, ovviamente enfatizzata dalla Guerra Fredda: dopo cinque partite i Sovietici avevano già collezionato 3 successi e 1 pareggio e parevano pronti a finire gli avversari; i Canadesi, incredibilmente, si risollevarono e con 3 vittorie consecutive alla Luzhniki Arena di Mosca si aggiudicarono lo scontro finale. Il gol decisivo di Paul Henderson nell'ultimo minuto di gara 8 è forse il momento più importante nella storia dell'hockey su ghiaccio.
Tuttavia i Sovietici avevano dimostrato che il livello dell'hockey europeo non era assolutamente inferiore a quello canadese; dopo la serie del 1972 ci sarebbero state molte altre sfide tra le due potenze (non solo tra nazionali) e nel 1976 fu istituita la Canada Cup, un torneo per squadre nazionali aperto anche ai professionisti: quella competizione (in particolare l'edizione del 1987) avrebbe regalato, forse, le partite più spettacolari di sempre.
Ovviamente gli scout delle franchigie della NHL misero gli occhi sui talenti russi, ma solo nel 1989 (e dopo numerose battaglie) il campionato professionistico nordamericano poté accogliere i principali fuoriclasse sovietici: il primo fu Sergei Priakin (un mediocre giocatore), ma poi seguirono i celeberrimi Vjačeslav Fetisov, Igor' Larionov e Sergej Makarov.
Le sfide tra NHL e URSS continuarono fino ai primi anni '90 e osservando il bilancio finale, notiamo che i Russi si sono aggiudicati un numero superiore di incontri; ciononostante dobbiamo ricordarci che spesso gli allenatori nordamericani utilizzavano le riserve, lasciando a riposo le loro stelle.
Un altro evento importante del decennio fu l'idea di Dennis A. Murphy e Gary L. Davidson, massimi dirigenti della American Basketball Association, di creare un'organizzazione alternativa alla NHL, con lo scopo di portare l'hockey anche nelle città non considerate dalla lega principale: nell'aprile del 1971 fu così istituita la World Hockey Association, che avrebbe celebrato la propria prima partita l'11 ottobre 1972 con la sfida tra Alberta Oilers e Ottawa Nationals.
Inizialmente i dirigenti della NHL non sembravano molto interessati alle vicende della WHA, anche se la neonata lega era riuscita a soffiare qualche giocatore interessante; tuttavia quando nel giugno del 1972 i Winnipeg Jets, con un contratto milionario, strapparono ai Chicago Black Hawks il grande Bobby Hull, le cose cambiarono radicalmente; oltre a Hull, la star della WHA era il vecchio Gordie Howe, che rientrò dal ritiro per giocare con i figli Matty e Mark.
Nonostante mancasse della stabilità della NHL (numerose squadre subirono dei trasferimenti oppure furono sciolte), la WHA offrì un buon hockey, sicuramente orientato verso l'attacco e lo spettacolo piuttosto che verso la difesa; il titolo inaugurale fu assegnato ai New England Whalers, che, battendo 4-1 i Winnipeg Jets, si aggiudicarono la prima AVCO Cup, trofeo donato dalla AVCO Financial Service Corporation.
Nel 1974 una selezione canadese, composta solamente dai migliori atleti della WHA, sfidò in una serie di otto partite la nazionale sovietica: nonostante alcuni arbitraggi alquanto sospetti, l'URSS riuscì a prevalere vincendo 4 incontri, pareggiandone 3 e perdendone solo uno. Nel 1978 gli Indianapolis Racers proposero un giovanissimo talento, appena diciassettenne, per poi cederlo pochi mesi dopo agli Edmonton Oilers: il suo nome era Wayne Gretzky.
Il 22 marzo 1979, al termine di diversi meeting tra le due leghe, fu stabilito che quattro franchigie della WHA, Winnipeg Jets, Quebec Nordiques, Hartford Whalers, Edmonton Oilers, si sarebbero unite alla NHL, sancendo la fine della lega ribelle. La WHA chiuse i battenti, tuttavia il suo contributo non va assolutamente dimenticato, soprattutto perché molte città che mai sarebbero state considerate dalla NHL poterono assaporare il gusto dell'hockey professionistico; inoltre, gli osservatori della WHA furono i primi che analizzarono attentamente il gioco europeo, rendendosi conto che nel vecchio continente non esisteva solo l'Unione Sovietica, ma erano presenti anche altre nazioni molto sviluppate in campo hockeistico: nella WHA debuttarono, ad esempio, diversi giocatori svedesi e cecoslovacchi.
In quei sette campionati della WHA, la squadra che si distinse maggiormente furono i Winnipeg Jets, che vinsero tre AVCO Cup (1975, 1978 e 1979), partecipando complessivamente a cinque finali; gli altri titoli furono assegnati ai New England Whalers (1973), agli Houston Aeros (1974 e 1975) e ai Quebec Nordiques (1976).
Durante gli anni '70 ci furono spesso degli incontri tra le formazioni NHL contro quelle della WHA e il bilancio conclusivo premia la lega più giovane (33 vittorie a 27 con 7 pareggi): tuttavia, come nel caso delle sfide contro i Russi, va considerato che spesso i tecnici preferivano utilizzare i rincalzi e i giocatori meno esperti; quelle partite non erano altro che semplici esibizioni e quindi nessuno era realmente interessato al risultato finale.

## Dai grandi New York Islanders al lockout 2004-05
Nel 1981 i massimi dirigenti della NHL prepararono un nuovo realignment, spostando la Norris Division nella Campbell Conference e la Patrick nella Wales: in virtù di questo cambiamento, la Wales Conference si trasformò praticamente in una Eastern Conference, mentre la Campbell in una Western.
È molto interessante confrontare i formati della post-season utilizzati dal 1970-71 al 1980-81 con quello ideato per la stagione 1981-82: fino al 1981 la distinzione in conference e division era valida soltanto per la regular season e per la composizione della griglia dei playoff; disputato il primo turno, l'appartenenza ad un determinato raggruppamento perdeva la propria importanza, tanto che in quattro occasioni la serie finale fu giocata da squadre provenienti dalla stessa division o conference. Ovviamente si parlava di quarti di finale, semifinali e finali per la Stanley Cup.
Il formato dei play-off preparato per la stagione 1981-82 (e seguenti) presentava, invece, delle caratteristiche molto ben definite:
- Ogni division avrebbe mandato ai playoff 4 squadre.
- Il primo turno avrebbe presentato le Semifinali di Division.
- Le vincenti si sarebbero incontrate nelle Finali di Division.
- Le squadre campioni divisionali si sarebbero sfidate nelle Finali di Conference, che avrebbero stabilito le contendenti per la Stanley Cup.

Nel 1983-84 la NHL decise di introdurre i tempi supplementari anche durante le partite di regular season: fino all'anno precedente, infatti, gli incontri terminavano automaticamente allo scadere dell'ultimo minuto dei tempi regolamentari, anche in caso di pareggio.
Gli anni '80 videro l'ascesa di due squadre, i New York Islanders e gli Edmonton Oilers, che, pur non avendo assolutamente tradizione e storia dalla propria parte, dominarono il decennio.
I giocatori principali della formazione della Grande Mela erano John Tonelli, lo svedese Bobby Nystrom, Clark Gillies, Bryan Trottier, ma soprattutto il Capitano Denis Potvin, uno dei migliori difensori di sempre, e l'ala destra Mike Bossy, una delle più spaventose macchine da gol mai viste sui ghiacci della NHL: nella stagione 80-81, Bossy, compagno di linea di Gillies e Trottier, eguagliò la celeberrima performance di Maurice Richard con 50 gol in 50 partite!
I New York Islanders riuscirono a vincere quattro Stanley Cup consecutive tra il 1980 e il 1983 (dopo la quaterna dei Canadiens del 1976-79), entrando ovviamente nella leggenda: gli Islanders sono l'ultima squadra nella storia dello sport nordamericano ad aver completato il poker.
Nella finale del 1983, gli Islanders sconfissero proprio gli Edmonton Oilers, i quali si rifecero nel 1984: in quelle sfide avvenne un significativo passaggio di testimone tra le due compagini, poiché gli Oilers avrebbero dominato la NHL nel resto del decennio. Edmonton vinse la Stanley Cup nel 1984, nel 1985, nel 1987 e nel 1988, presentando un gioco spettacolare che coinvolse tutti gli appassionati: protagonisti di quella squadra inimitabile erano Mark Messier, Paul Coffey, il finlandese Jari Kurri, ma soprattutto Sua Maestà Wayne Gretzky.
Il leggendario numero 99 iniziò il suo dominio fin dalla primissima annata nella NHL, avvenuta nel 1979-80, stabilendo record su record; oltre ad avere delle straordinarie capacità realizzative, Gretzky era soprattutto un magico playmaker, in grado di capire con incredibile anticipo lo sviluppo delle azioni: più che con le sue reti, Gretzky sapeva sorprendere le difese avversarie con i suoi perfetti assist, che venivano trasformati in gol dai compagni. Gretzky, inoltre, amava piazzarsi nella zona dietro la porta, che ben presto diventò famosa come "The Gretzky's Office".
Tra il 1980 e il 1987 the Great One ricevette per otto volte consecutive (cui si deve aggiungere anche il 1989) l'Hart Trophy, il premio destinato all'MVP della stagione; in nessuna disciplina (neanche nella NBA ai tempi di Michael Jordan) è mai esistito un giocatore così superiore rispetto agli altri.
Tuttavia, il 9 agosto 1988 Oilers e Kings si accordarono per una trade scioccante, che avrebbe completamente cambiato non solo la NHL, ma forse l'intero sport americano: Wayne Gretzky lasciò Edmonton per firmare un contratto con la franchigia di Los Angeles! In California furono trasferiti anche Mike Krushelnyski e Marty McSorley, mentre gli Oilers ricevettero in cambio Jimmy Carson, Martin Gelinas, due prime scelte dei Kings e 15 milioni di dollari.
Ad Edmonton tutti i tifosi si sentirono affranti, disperati e in un certo senso traditi: l'accusata principale fu l'attrice Janet Jones, moglie di Gretzky, che avrebbe convinto il marito a lasciare il Canada per Los Angeles. In California, invece, l'entusiasmo salì immediatamente: migliaia di appassionati (anche le star di Hollywood) iniziarono ad affollare il Great Western Forum per ammirare le giocate di The Great One; grazie al numero 99, gli Americani iniziarono ad appassionarsi all'hockey su ghiaccio, preparando la creazione di nuove franchigie in città non propriamente invernali.
Nonostante la perdita del loro leader, gli Edmonton Oilers, guidati dal nuovo capitano Mark Messier, riuscirono nell'impresa di conquistare per la quinta volta il titolo NHL. Gretzky si ritirò nel 1999, dopo aver vestito anche le maglie di St. Louis Blues e New York Rangers e collezionato praticamente tutti i record della NHL, tra cui: gol in una stagione (92 - 1982) e in carriera (894), assist in una stagione (163 - 1986) e in carriera (1963), punti (gol + assist) in una stagione (215 - 1986) e in carriera (2857); i 1963 passaggi vincenti sono superiori al numero di punti realizzati da Mark Messier, secondo marcatore di sempre.
Nel 1997 Hockey News, la celebre rivista che festeggiava il 50º anniversario, nominò un comitato, formato da giornalisti, tecnici, dirigenti, che avrebbe dovuto preparare una classifica ideale dei 50 migliori giocatori di tutti i tempi: la prima posizione, davanti a Bobby Orr e Gordie Howe, è occupata proprio da The Great One, che tra l'altro fu eletto nella Hall of Fame pochi mesi il proprio ritiro (quindi senza aspettare i canonici tre anni d'attesa); inoltre, il suo numero 99 è stato ritirato dall'intera NHL, di conseguenza nessun giocatore di alcuna franchigia potrà indossarlo.
Al quarto posto della speciale classifica di Hockey News è inserito Mario Lemieux, il celeberrimo fuoriclasse dei Pittsburgh Penguins, che, tra l'altro, interruppe la striscia di otto titoli di MVP consecutivi da parte di Wayne Gretzky; Super Mario diventò il simbolo della NHL negli anni '90, ma durante la stagione 1992-93 annunciò di avere contratto il morbo di Hodgkin (una forma di tumore).
Nonostante la grave malattia, Lemieux continuò a giocare, ma dovette restare inattivo nel campionato 1994-1995, anche a causa di fortissimi dolori alla schiena; tuttavia il Capitano di Pittsburgh rientrò la stagione successiva per vincere sia l'Art Ross Trophy (miglior marcatore), sia l'Hart Trophy. Dopo un ulteriore titolo di cannoniere, Lemieux si ritirò nel 1997, per poi rientrare tre anni più tardi per l'ennesima volta: pur non potendo giocare una stagione completa, il comportamento di Super Mario è sempre stato ottimo.
Negli anni '90 si assistette al debutto di numerose formazioni: i San José Sharks nel 1991, i nuovi Ottawa Senators e i Tampa Bay Lightning nel 1992, i Mighty Ducks of Anaheim e i Florida Panthers nel 1993. Proprio nel 1993 furono istituite le nuove Eastern (Atlantic e North-East Division) e Western Conference (Central e Pacific Division); in quella stagione fu stabilito che i playoff si sarebbero basati sulle conference e non più sulle division.
Sempre in quella stessa annata iniziò una serie di trasferimenti che spostarono diverse franchigie dal loro luogo d'origine: nel 1993 i North Stars lasciarono il Minnesota (Dallas Stars), nel 1995 i Nordiques abbandonarono il Québec (Colorado Avalanche), nel 1996 i Jets lasciarono Winnipeg (Phoenix Coyotes) e nel 1997 i Whalers abbandonarono Hartford (Carolina Hurricanes); tutti questi spostamenti (escluso quello dei North Stars) furono un'ovvia conseguenza del contratto collettivo firmato da giocatori e proprietari dopo il lockout del 1994-95, che posticipò l'inizio della stagione a gennaio, forzando una drastica riduzione del calendario (48 partite per squadra); durante quei 103 giorni di riposo forzato, i giocatori furono momentaneamente ingaggiati dalle principali formazioni europee.
I trasferimenti delle franchigie, sebbene dolorosi, furono inevitabili poiché le squadre inserite in città di piccolo mercato (specialmente canadesi) erano prive dei mezzi economici per competere contro le grandi potenze; a nulla servirono le proteste degli appassionati (ad esempio la campagna "Save the Jets" a Winnipeg), che persero i loro beniamini. Gli stessi Edmonton Oilers rischiarono il trasferimento negli USA; i Montreal Canadiens del 1993 sono l'ultima formazione della Foglia D'Acero ad aver alzato la Stanley Cup.
Indubbiamente, gli Statunitensi iniziarono ad appassionarsi all'hockey su ghiaccio, che, pur non raggiungendo la popolarità delle altre tre discipline maggiori (baseball, football, basket), non viene più considerato il fratellino minore. Tra gli eventi che contribuirono maggiormente alla diffusione dell'hockey, ne possiamo ricordare due: la vittoria della Stanley Cup nel 1994, dopo 54 anni di digiuno, dei New York Rangers di Capitan Mark Messier (al termine di due battaglie contro New Jersey Devils e Vancouver Canucks), e il successo della nazionale a Stelle e Strisce nella World Cup (la versione "aggiornata" della Canada Cup) nel 1996; tuttavia, il punto di partenza della popolarità della NHL negli USA resta sicuramente il trasferimento di Gretzky a Los Angeles.
Nel 1998, con l'avvento dei Nashville Predators, la NHL riorganizzò lo schema delle Conference, preparando il sistema attualmente in vigore; nel 1999 debuttarono gli Atlanta Thrashers, mentre nel 2000 i Minnesota Wild e i Columbus Blue Jackets.
Generalmente l'espansione eccessiva significa scadimento della qualità e del livello di gioco, ma ciò non si può dire riguardo alla NHL: ormai tutte le franchigie hanno numerosi osservatori in Europa, che è un bacino inesauribile di talenti, non solo russi, ma anche cechi, slovacchi, svedesi, finlandesi.
Nel 1988, il CIO permise ai professionisti della NHL la partecipazione alle Olimpiadi Invernali di Calgary, tuttavia soltanto l'edizione di Nagano 1998 vide sul ghiaccio le stelle del campionato nordamericano; sebbene tutti gli addetti ai lavori avessero previsto una sfida finale tra Canada e USA, il podio presentò tre squadre europee: la medaglia d'oro fu assegnata alla Repubblica Ceca di Jaromir Jagr e Dominik Hasek, vittoriosa in finale sulla Russia di Pavel Bure e Sergei Fedorov, mentre la Finlandia di Saku Koivu e Teemu Selanne conquistò un prestigioso terzo posto. Quattro anni dopo a Salt Lake City, le potenze nordamericane si ripresero una rivincita, assicurandosi l'accesso alla finale: il Canada prevalse 5-2 sugli USA, conquistando il primo successo olimpico dopo cinquant'anni.
Nel 2004, i Tampa Bay Lightning conquistarono la Stanley Cup, portando il trofeo per la prima volta in Florida, stato rinomato per le spiagge scaldate dal sole, piuttosto che per gli inverni rigidi. Pochi mesi dopo la NHL sarebbe stato sconvolto da un evento incredibile: al termine della World Cup 2004, il contratto collettivo terminò la propria validità. Proprietari e giocatori non arrivarono ad un accordo, tanto che il commissioner Gary Bettman e gli owners furono costretti ad imporre un lock out. Nel mese di febbraio 2005, dopo l'ennesimo scontro tra le due parti, Bettman annunciò la definitiva cancellazione del campionato 2004-05. Mai nella storia dello sport professionistico nordamericano, una stagione era stata completamente cancellata a causa di problemi contrattuali.
Nei mesi successivi, proprietari e giocatori arrivarono ad un accordo, che permise il regolare avvio del campionato 2005-06: gli effetti del lock out si faranno sentire per ancora molto tempo.